# Тильето
Тильето (итал. Tiglieto) — коммуна в Италии, располагается в регионе Лигурия, в провинции Генуя.
Население составляет 618 человек (2008 г.), плотность населения составляет 25 чел./км². Занимает площадь 25 км². Почтовый индекс — 16010. Телефонный код — 010.
В коммуне 15 августа особо празднуется Успение Пресвятой Богородицы.

## Демография
Динамика населения:

## Администрация коммуны
- Официальный сайт: http://www.tiglieto.it/